# Antoni Ortega
|  | Aquest article tracta sobre el cantant barceloní. Vegeu-ne altres significats a «Antoni Ortega (artista)». |

Antoni Ortega és un cantant barceloní que manté una relació molt estreta amb la Catalunya del Nord.
És un dels fundadors del col·lectiu Guillem de Cabestany, l'any 1970, amb Reinald Dedies, Pere Figueres, Jaume Figuerola i Jordi Auvergne. Enregistrà un parell de discos amb el grup (amb cançons com "Societat Anònima") abans de retirar-se.